# Parshall
Parshall é uma cidade localizada no estado norte-americano de Dacota do Norte, no Condado de Mountrail.

## Demografia
Segundo o censo norte-americano de 2000, a sua população era de 981 habitantes.
Em 2006, foi estimada uma população de 1028, um aumento de 47 (4.8%).

## Geografia
De acordo com o United States Census Bureau tem uma área de
1,4 km², dos quais 1,4 km² cobertos por terra e 0,0 km² cobertos por água. Parshall localiza-se a aproximadamente 589 m acima do nível do mar.

## Localidades na vizinhança
O diagrama seguinte representa as localidades num raio de 36 km ao redor de Parshall.